# Люба Тадич
Люба Тадич (серб. Љуба Тадић, справжнє ім'я Любомир Тадич або Любівойє Тадич (серб. Љубомир Тадић або серб. Љубивоје Тадић) — 31 травня 1929, Урошевац, Косово, Королівство Югославія — 28 жовтня 2005, Белград, Сербія та Чорногорія) — сербський та югославський актор театру та кіно.

## Життєпис
Народився 31 травня 1929 року в м. Урошевац, Косово, Королівство Югославія.
На професійну сцену вийшов ще під час навчання в гімназії, в 15-річному віці. Грав театрі драми м. Крагуєваць.
Закінчив Академію театру, кіно радіо та телебачення в 1953 році (клас Йоза Лауренчича). В студентські роки грав в Белградському драматичному театрі.
З 1953 року — актор театрів Белграда: Національного театру драми, Югославського драмтеатру.
В 1956—2005 роках — актор театру «Ателье 212». В 1983 році разом з дружиною Сніжаною Нікшич заснував театр «Магаза».
Помер 28 жовтня 2005 року в Белграді.
Зараз велика сцена Югославського драматичного театру носить ім'я «Люба Тадич».

## Театр
В театрі дебютував в п'єсі Семюела Беккета «Чекаючи на Ґодо».
З великим успіхом зіграв ролі короля Ліра, царя Едіпа, Раскольникова, Сократа. В театрі прославився неповторним виконанням ролі Отелло в п'єсі «Отелло» Вільяма Шекспіра.

## Кіно
В кіно дебютував у фільмі «Я була сильнішою» (1953, режисер Густав Гаврич).
Значні акторські роботи Люби Тадича на екрані — підпільник Павел у фільмі «Великий і малий»(1956, режисер Владимир Погачич), майор Курсул в військовій драмі Диворада Дива Митровича «Марш на Дрину» (1964, Премія «Золота арена», Пула, 1965), Вовк у фільмі «Вовк з гори Прокляття/Трагедія гірської ущелини» (1968, Премія «Золота арена», Пула, 1969), Сава Ковачевич в партизанському фільмі Стіпе Деліча «Сутьєска» (1973), Понтій Пілат у фільмі «Майстер і Маргарита» (1972, режисер Олександр Петрович), Франк у фільмі «Страх» (1974, Премія «Золота арена», Пула, 1975), Батько у фільмі Мілоша 'Міші' Радивоєвича «Пробуждення з мертвих» (2005).
Знімався також в Італії та США. Загалом знявся більш, ніж у 160 фільмах.
В 90-х роках XX століття брав активну участь в русі за громадянські та демократичні права та свободи. Проте в одному зі своїх останніх фільмів («Пробудження з мертвих») зіграв людину, віддану ідеалам антидемократичного режиму Мілошевича. На Белградській прем'єрі фільму Тадич сказав, що герой йому несимпатичний, проте він погодився зіграти роль старої хворої людини, тому що вважає за необхідне розібратись в причинах того, що проходило в той час.

## Нагороди
- Сьомолипнева премія
- Жовтнева премія Белграда
- Премія Павла Вусича за пожиттєві досягнення в кіно, 1996 рік.
- Премія «Dobpićin prsten» за пожиттєві досягнення в театрі, 1980 рік
- Премія фонду Брака Корича, 2004 рік